# روزا ماريا كاراسكو
روزا ماريا كاراسكو (2 يوليو 1936 - 6 أغسطس 2018) سياسية إسبانية من كتالونيا، وأحد مؤسسي حزب ديمقراطيي كاتالونيا.

## السيرة الشخصية
كانت الأصغر بين ثمانية إخوة من بينهم رايمون كاراسكو أزمار. قضت الأشهر الأولى من حياتها في سجن بورغوس، حيث سُجنت والدتها. في عام 1938 تم إعدام والدها من قبل الفرانكيين في العاصمة القشتالية، الذي كان مستشارًا للصحة والجمعيات الخيرية لجنرال كتالونيا ونائبًا لجيرونا في الكورتيس التأسيسي خلال الجمهورية الثانية. فيما يتعلق بـ الاتحاد الديمقراطي لكتالونيا، شدد على دفاعه عن الكنيسة الكاثوليكية وحُكم عليه بالإعدام بعد محاكمة سريعة على الرغم من ضغوط الفاتيكان. بعد أن درست في مدرسة ليسيوم الفرنسية في برشلونة، انضمت إلى «الحركة الكشفية» في كتالونيا، سير على خطى والدها، وانضمت إلى الكاتالونية المسيحية في كلية دبلن الجامعية.
مع عودة الزعيم التاريخي جوزيب تاراديلاس تم تعيينها مديرة عامة للشباب في عام 1978 وفي العام التالي شاركت في إنشاء المجلس الوطني للشباب في كتالونيا. على الرغم من أنها لم تشارك بنشاط في السياسة إلا أنها ظلت مرتبطة بالاتحاد الديمقراطي لكتالونيا وشغلها مع شقيقه رايمون مكانًا رمزيًا في قائمة سيو لمقاطعة برشلونة في انتخابات 2011. منذ ذلك الحين وبالتوازي مع عملية الاستقلال في كتالونيا كانت تقترب من قطاع الاستقلال في أنيو، وانتقدت بشدة رئيسها جوزيب أنطوني دوران ليدا. في عام 2015 عندما كان الانقسام في أنيو حقيقة، تركت الحزب وانضمت إلى الانقسام الانفصالي. في ذلك الوقت أسست ديموقراتيس دي كاتالونيا للدفاع بأفضل طريقة ممكنة عن الإرث السياسي لوالده. حصلت على أعلى رتبة في كاتالونيا كريو دي سانت جوردي في عام 2012.